# Rospebach
Der Rospebach ist ein 7,8 km langer, orografisch rechter Nebenfluss der Agger in Gummersbach im nordrhein-westfälischen Oberbergischen Kreis.

## Name
Das Gewässer wird 1575 als Rooßbach erstmals schriftlich erwähnt, während der Ort Rospe hingegen schon um 1150 als Rosepe urkundlich in Erscheinung tritt. Der Name leitet sich von Ross (germanisch *hrusa) und dem Hydronym -apa ab.

## Geographie
Die Quelle des Rospebachs liegt am Südhang der Arzhöhe, etwa 800 m südöstlich des Gummersbacher Stadtteils Herreshagen auf einer Höhe von 317 m ü. NN (7°31'54" O, 51°2'34" N). Von hier aus fließt sie vorrangig in südliche Richtung durch Wasserfuhr, Gummersbach und Mühle, bevor sie bei Vollmerhausen auf 168 m ü. NN in die Agger mündet. Auf seinem Weg von der Quelle zur Mündung überwindet der Rospebach 149 Höhenmeter, was einem mittleren Sohlgefälle von 18,2 ‰ entspricht.

## Umwelt
Gemäß der Untersuchung des Ministeriums für Umwelt und Naturschutz, Landwirtschaft und Verbraucherschutz des Landes Nordrhein-Westfalen hat der Rospebach überwiegend eine Gewässergüte von II. Damit gilt der Bach auf weiten Strecken als mäßig belastet. Die Gewässerstrukturgüte des Flusses wird für mehr als 70 % des Flusslaufes den Strukturgüteklassen 6 und 7 zugeordnet. Der Flusslauf ist somit stark verändert, zu 38 % sogar vollständig verändert.
Nach einer Wegstrecke von etwa 1 km erreicht der Bach den Stadtteil Wasserfuhr. Ab hier wird der Flusslauf von Verkehrswegen begleitet: im Ort selber von der Kreisstraße 42, hinter Wasserfuhr kommt von Norden noch die Bundesstraße 256 und am östlichen Talhang die Volmetalbahn dazu. Bundesstraße und Bahn begleiten den Fluss bis zu seiner Mündung in die Agger.